# Borsalino a spol.
Borsalino a spol. je francouzský film z roku 1974, který byl vytvořen v koprodukci s Itálií a Západním Německem. Borsalino a spol. je krimi počin režiséra Jacquese Deraye a jedná se o pokračování prvního filmu Borsalino. V hlavních rolích vystupují Alain Delon a Riccardo Cucciolla. V prvním filmu účinkoval ještě Jean-Paul Belmondo, ale ten od role upustil převážně kvůli špatným vztahům a soudnímu řízení. Postava Belmonda zemřela a on si nepřál být s filmem nadále spojován.